# Sam Comer
Samuel „Sam“ Comer (* 27. Juli 1893; † 27. Dezember 1974 in La Jolla, Kalifornien) war ein US-amerikanischer Szenenbildner, der vier Mal den Oscar für das beste Szenenbild erhielt.

## Leben
Comer begann seine Tätigkeit als Szenenbildner in der Filmwirtschaft Hollywoods 1934 bei Here is my Heart von Frank Tuttle und schuf im Laufe seiner über dreißigjährigen Tätigkeit die Szenenbilder für 300 Film- und Fernsehproduktionen.
Bei der Oscarverleihung 1942 war er gemeinsam mit Hans Dreier und Robert Usher erstmals für den Schwarzweißfilm Das goldene Tor (1941) für den Oscar für das beste Szenenbild nominiert. Eine weitere Nominierung mit Dreier sowie Roland Anderson folgte 1943 für den Schwarzweißfilm Liebling, zum Diktat sowie erneut mit Dreier und Usher für den Schwarzweißfilm Keine Zeit für Liebe (No Time for Love, 1943) bei der Oscarverleihung 1945. Darüber hinaus war er gemeinsam mit Dreier, Anderson und Ray Moyer 1946 für den Schwarzweißfilm Liebesbriefe (Love Letters, 1945) nominiert.
Gemeinsam mit Dreier und Ernst Fegté erhielt er 1945 für den Farbfilm Der Pirat und die Dame (1944) seinen ersten Oscar für das beste Szenenbild.
Bei der Oscarverleihung 1947 war er mit Dreier, Moyer und Walter H. Tyler abermals für den Oscar in der Kategorie bestes Szenenbild bei einem Schwarzweißfilm nominiert und zwar für Eine Lady mit Vergangenheit (Kitty, 1945).
1951 gewann er gleich zwei Oscars und zwar zum einen mit Dreier, Tyler und Moyer für den Farbfilm Samson und Delilah (1949) sowie zum anderen mit Dreier, Moyer und John Meehan für den Schwarzweißfilm Boulevard der Dämmerung (1950).
Bei der Oscarverleihung 1955 war er für drei Oscars in der Kategorie bestes Szenenbild nominiert, erhielt diesmal jedoch keine Trophäe. Die Nominierungen waren mit Hal Pereira, Anderson und Moyer für den Farbfilm Red Garters (1954) sowie für die Schwarzweißfilme Sabrina (1954), hierbei gemeinsam mit Pereira, Tyler und Moyer, sowie mit Pereira, Anderson und Grace Gregory für Ein Mädchen vom Lande.
1956 gewann er nicht nur einen weiteren Oscar mit Pereira, Tambi Larsen und Arthur Krams für den Schwarzweißfilm Die tätowierte Rose (1955), sondern war darüber hinaus mit Pereira, Krams und J. McMillan Johnson auch für den Oscar für das beste Szenenbild bei dem Farbfilm Über den Dächern von Nizza nominiert.
Bei der Oscarverleihung 1957 war Comer abermals für zwei Oscar für das beste Szenenbild nominiert: Zum einen mit Pereira, A. Earl Hedrick und Frank R. McKelvy für den Schwarzweißfilm Auch Helden können weinen (1956), zum anderen für den Farbfilm Die zehn Gebote (1956) gemeinsam mit Pereira, Tyler, Moyer und Albert Nozaki. Eine weitere Nominierung für den Oscar erfolgte 1958 zusammen mit Pereira, George W. Davis und Moyer für Ein süßer Fratz (1957) sowie mit Pereira, Henry Bumstead und McKelvy für Vertigo – Aus dem Reich der Toten (1958).
1960 wurde er wiederum mit Pereira, Tyler und Krams für das Szenenbild in dem Schwarzweißfilm Viele sind berufen (Career, 1959) für einen Oscar nominiert. Bei der Oscarverleihung 1961 war Comer erneut für zwei Oscars nominiert. Diesmal mit Pereira, Anderson und Arrigo Breschi für den Farbfilm Es begann in Neapel (It started in Naples, 1960) sowie mit Pereira, Tyler und Krams für den Schwarzweißfilm Besuch auf einem kleinen Planeten (Visit to a Small Planet, 1960). Zwei weitere Oscarnominierung folgten auch 1962 und zwar einerseits gemeinsam mit Pereira, Tyler und Krams für den Farbfilm Sommer und Rauch (Summer and Smoke, 1961), andererseits mit Pereira, Anderson und Moyer für Frühstück bei Tiffany (1961), ebenfalls ein Schwarzweißfilm.
Bei der Oscarverleihung 1963 wurde er mit Pereira, Anderson und McKelvy für den Oscar für das Szenenbild in dem Schwarzweißfilm The Pigeon That Took Rome (1962) nominiert. Zuletzt erhielt Sam Comer 1964 gleich drei Nominierungen: Mit Pereira, Anderson und James W. Payne für den Farbfilm Wenn mein Schlafzimmer sprechen könnte (1963), gemeinsam mit Pereira, Anderson und Grace Gregory für den Schwarzweißfilm Verliebt in einen Fremden (Love with the Proper Stranger, 1963) sowie mit Pereira, Tambi Larsen und Robert R. Benton für den Schwarzweißfilm Der Wildeste unter Tausend (1963).
Sam Comer arbeitete während seiner Karriere als Szenenbildner mit bekannten Regisseuren wie Mitchell Leisen, William Dieterle, Cecil B. DeMille, Billy Wilder, George Marshall, George Seaton, Alfred Hitchcock, Daniel Mann, Stanley Donen, Joseph Anthony, Melville Shavelson, Norman Taurog, Peter Glenville, Blake Edwards, Bud Yorkin, Robert Mulligan sowie Martin Ritt zusammen.
Sam Comer ist der Onkel der Filmschauspielerin Anjanette Comer.

## Filmografie (Auswahl)
- 1937: Swing High, Swing Low
- 1942: Piraten im karibischen Meer (Reap the Wild Wind)
- 1942: Musik, Musik (Holiday Inn)
- 1942: Wake Island
- 1942: Atemlos nach Florida (The Palm Beach Story)
- 1942: Meine Frau, die Hexe (I Married a Witch)
- 1942: Liebling, zum Diktat (Take a Letter, Darling)
- 1943: Fünf Gräber bis Kairo (Five Graves to Cairo)
- 1943: Mutige Frauen (So Proudly We Hail!)
- 1943: Keine Zeit für Liebe (No Time for Love)
- 1944: Sensation in Morgan’s Creek (The Miracle of Morgan’s Creek)
- 1944: The Hitler Gang
- 1944: Der Weg zum Glück (Going My Way)
- 1944: Der Pirat und die Dame (Frenchman's Creek)
- 1945: The Man in Half Moon Street
- 1945: Liebesbriefe (Love Letters)
- 1945: Eine Lady mit Vergangenheit (Kitty)
- 1946: In Ketten um Kap Horn (The Years Before the Mast)
- 1946: Mutterherz (To Each His Own)
- 1946: Die blaue Dahlie (The Blue Dahlia)
- 1946: Die seltsame Liebe der Martha Ivers (The Strange Love of Martha Ivers)
- 1946: Liebe zwischen Krieg und Frieden (The Searching Wind)
- 1946: Mit Pinsel und Degen (Monsieur Beaucaire)
- 1946: Blau ist der Himmel (Blue Skies)
- 1947: Kalkutta (Calcutta)
- 1947: California
- 1947: Detektiv mit kleinen Fehlern (My Favorite Brunette)
- 1947: Mit Gesang geht alles besser (Welcome Stranger)
- 1947: Pauline, laß das Küssen sein (The Perils of Pauline)
- 1947: Desert Fury – Liebe gewinnt (Desert Fury)
- 1947: Goldene Ohrringe (Golden Earrings)
- 1947: Die widerspenstige Gattin (Suddenly It’s Spring)
- 1947: Mädchen für Hollywood (Variety Girl)
- 1947: Die Unbesiegten (Unconquered)
- 1947: Rauhe Ernte (Wild Harvest)
- 1947: Der Weg nach Rio (Road to Rio)
- 1947: Vierzehn Jahre Sing-Sing (I Walk Alone)
- 1947: Meine bessere Hälfte (Dear Ruth)
- 1948: Schmuggler von Saigon (Saigon)
- 1948: Spiel mit dem Tode (The Big Clock)
- 1948: Ich küsse Ihre Hand, Madame (The Emperor Waltz)
- 1948: Eine auswärtige Affäre (A Foreign Affair)
- 1948: Die Nacht hat tausend Augen (Night Has a Thousand Eyes)
- 1948: Du lebst noch 105 Minuten (Sorry, Wrong Number)
- 1948: Der Todesverächter (Whispering Smith)
- 1948: Sein Engel mit den zwei Pistolen (The Paleface)
- 1949: Frau in Notwehr (The Accused)
- 1949: Ritter Hank, der Schrecken der Tafelrunde (A Connecticut Yankee in King Arthur's Court)
- 1949: Die Todesreiter von Laredo (Streets of Laredo)
- 1949: Der besiegte Geizhals (Sorrowful Jones)
- 1949: Der große Gatsby (The Great Gatsby)
- 1949: Blutige Diamanten (Rope of Sand)
- 1949: Todesfalle von Chikago (Chicago Deadline)
- 1949: Der Agent aus der Hölle (Alias Nick Beal)
- 1949: Strafsache Thelma Jordon (The File on Thelma Jordon)
- 1949: Der große Liebhaber (The Great Lover)
- 1949: Samson und Delilah (Samson and Delilah)
- 1949: Diebstahl in Irland (Top o’ the Morning)
- 1950: Flammendes Tal (Copper Canyon)
- 1950: Entgleist (No Man of Her Own)
- 1950: Inspektor Goddard (Appointment wirh Danger)
- 1950: Lach und wein mit mir (Riding High)
- 1950: Irma, das unmögliche Mädchen (My Friend Irma Goes West)
- 1950: Herz in der Hose (Fancy Pants)
- 1950: Die Farm der Besessenen (The Furies)
- 1950: Boulevard der Dämmerung (Sunset Boulevard)
- 1950: Liebesrausch auf Capri (September Affair)
- 1950: Menschen ohne Seele (Union Station)
- 1950: Stadt im Dunkel (Dark City)
- 1950: Tanzen ist unser Leben – Let’s Dance (Let’s Dance)
- 1950: Das Brandmal (Branded)
- 1951: SOS – Zwei Schwiegermütter (The Mating Season)
- 1951: Der Revolvermann (The Redhead and the Cowboy)
- 1951: Reporter des Satans (Ace in the Hole)
- 1951: Peking-Expreß (Peking Express)
- 1951: Die Hölle der roten Berge (Red Mountain)
- 1951: Der jüngste Tag (When Worlds Collide)
- 1951: Der Prügelknabe (The Stooge)
- 1951: U-Kreuzer Tigerhai (Submarine Command)
- 1951: Die silberne Stadt (Silver City)
- 1951: Spione, Liebe und die Feuerwehr (My Favorite Spy)
- 1951: Die größte Schau der Welt (The Greatest Show on Earth)
- 1952: Seemann paß auf (Sailor Beware)
- 1952: My Son John
- 1952: Die Stadt der tausend Gefahren (The Atomic City)
- 1952: Terror am Rio Grande (Denver and Rio Grande)
- 1952: Schrecken der Division (Jumping Jacks)
- 1952: Bleichgesicht Junior (Son of Paleface)
- 1952: Nur für Dich (Just for You)
- 1952: Der weiße Sohn der Sioux (The Savage)
- 1952: Herrin der Gesetzlosen (Hurricane Smith)
- 1952: Der Weg nach Bali (Road to Bali)
- 1952: Kehr zurück, kleine Sheba (Come Back, Little Sheba)
- 1952: Das Schiff der Verurteilten (Botany Bay)
- 1953: Eintritt verboten (Off Limits)
- 1953: Donner in Fern-Ost (Thunder in the East)
- 1953: Tropische Abenteuer (Tropic Zone)
- 1953: Ein Lied, ein Kuß, ein Mädel (The Stars Are Singing)
- 1953: Kampf der Welten (The War of the Worlds)
- 1953: Weiße Herrin auf Jamaica (Jamaica Run)
- 1953: Starr vor Angst (Scared Stiff)
- 1953: Sangaree
- 1953: Stalag 17
- 1953: Pony-Express (Pony Express)
- 1953: Geknechtet (The Vanquished)
- 1953: Ein Lied, ein Kuß, ein Mädel (The Stars Are Singing)
- 1953: Houdini, der König des Varieté (Houdini)
- 1953: Die Bestie der Wildnis (Arrowhead)
- 1953: Der Tolpatsch (The Caddy)
- 1953: Einmal wird die Sonne wieder scheinen (Little Boy Lost)
- 1953: Flug nach Tanger (Flight to Tangier)
- 1953: Die pikanten Jahre einer Frau (Forever Female)
- 1953: Der tollkühne Jockey (Money from Home)
- 1954: Weißer Tod in Alaska (Alaska Seas)
- 1954: Wenn die Marabunta droht (The Naked Jungle)
- 1954: Die Lachbombe (Knock on Wood)
- 1954: Der Schürzenjäger von Venedig ( Casanova's Big Night)
- 1954: Elefantenpfad (Elephant Walk)
- 1954: Das Geheimnis der Inkas (Secret of the Incas)
- 1954: Der sympathische Hochstapler (Living It Up)
- 1954: Das Fenster zum Hof (Rear Window)
- 1954: Sabrina
- 1954: Weiße Weihnachten (White Christmas)
- 1954: Ein Mädchen vom Lande (The Country Girl)
- 1954: Im Zirkus der drei Manegen (3 Ring Circus)
- 1954: Die Brücken von Toko-Ri (The Bridges at Toko-Ri)
- 1955: In geheimer Kommandosache (Strategic Air Command)
- 1955: Die Eroberung des Weltalls (Conquest of Space)
- 1955: Im Schatten des Galgens (Run for Cover)
- 1955: Dem Teufel auf der Spur (Hell's Island)
- 1955: Am fernen Horizont (The Far Horizons)
- 1955: Komödiantenkinder (The Seven Little Foys)
- 1955: Wir sind keine Engel (We're No Angels)
- 1955: Man ist niemals zu jung (You're Never Too Young)
- 1955: Über den Dächern von Nizza (To Catch a Thief)
- 1955: Immer Ärger mit Harry (The Trouble with Harry)
- 1955: An einem Tag wie jeder andere (The Desperate Hours)
- 1955: Ich will, dass du mich liebst (Lucy Gallant)
- 1955: Maler und Mädchen (Artists and Models)
- 1955: Die tätowierte Rose (The Rose Tattoo)
- 1955: Der Hofnarr (The Court Jester)
- 1956: Broadway-Zauber (Anything Goes)
- 1956: Alle Spuren verwischt (The Scarlet Hour)
- 1956: Die falsche Eva (The Birds and the Bees)
- 1956: Der Mann, der zuviel wusste (The Man Who Knew Too Much)
- 1956: Der Berg der Versuchung (The Mountain)
- 1956: Ich heirate meine Frau (That Certain Feeling)
- 1956: Tag der Entscheidung (The Leather Saint)
- 1956: Auch Helden können weinen (The Proud and Profane)
- 1956: Wo Männer noch Männer sind (Pardners)
- 1956: König der Vagabunden (The Vagabond King)
- 1956: Die zehn Gebote (The Ten Commandments)
- 1956: Der Regenmacher (The Rainmaker)
- 1956: Alles um Anita (Hollywood or Bust)
- 1956: Rivalen ohne Gnade (Three Violent People)
- 1957: Ein süßer Fratz (Funny Face)
- 1957: Die Nacht kennt keine Schatten (Fear Strikes Out)
- 1957: Der Mann, der niemals lachte (The Buster Keaton Story)
- 1957: Der Held von Brooklyn (The Delicate Delinquent)
- 1957: Zwei rechnen ab (Gunfight at the O.K. Corral)
- 1957: Schöne Frauen, harte Dollars (Beau James)
- 1957: Der Einsame (The Lonely Man)
- 1957: Gold aus heißer Kehle (Loving You)
- 1957: Schicksalsmelodie (The Joker Is Wild)
- 1957: Sturm über Persien (Omar Khayyam)
- 1957: Stern des Gesetzes (The Tin Star)
- 1957: Der Regimentstrottel (The Sad Sack)
- 1957: Wild ist der Wind (Wild Is the Wind)
- 1958: Begierde unter Ulmen (Desire Under the Elms)
- 1958: Reporter der Liebe (Teacher's Pet)
- 1958: St. Louis Blues
- 1958: Vertigo – Aus dem Reich der Toten (Vertigo)
- 1958: Flammen über Maracaibo (Maracaibo)
- 1958: Hitzewelle (Hot Spell)
- 1958: Mein Leben ist der Rhythmus (King Creole)
- 1958: Die Heiratsvermittlerin (The Matchmaker)
- 1958: Der Babysitter (Rock-A-Bye Baby)
- 1958: Die schwarze Orchidee (The Black Orchid)
- 1958: Hausboot (Houseboat)
- 1958: Der Koloss von New York (The Colossus of New York)
- 1958: König der Freibeuter (The Buccaneer)
- 1958: Der Geisha Boy (The Geisha Boy)
- 1959: Die Falle von Tula (The Trap)
- 1959: Der Totschläger (The Young Captives)
- 1959: Der Henker (The Hangman)
- 1959: Fünf Pennies (The Five Pennies)
- 1959: So etwas von Frau (That Kind of Woman)
- 1959: Keiner verlässt das Schiff! (Don't Give Up the Ship)
- 1959: Der letzte Zug von Gun Hill (Last Train from Gun Hill)
- 1959: Bei mir nicht (But Not for Me)
- 1959: Viele sind berufen (Career)
- 1959: Der Herrscher von Kansas (The Jayhawkers!)
- 1959–1961: The Rebel (Fernsehserie, 75 Folgen)
- 1959–1967: Bonanza (Fernsehserie, 201 Folgen)
- 1960: Die Dame und der Killer (Heller in Pink Tights)
- 1960: Besuch auf einem kleinen Planeten (Visit to a Small Planet)
- 1960: Ich kaufte ein Chinesenmädchen (Walk Like a Dragon)
- 1960: Hallo Page! (The Bellboy)
- 1960: Zwei in einem Zimmer (The Rat Race)
- 1960: Es begann in Neapel (It Started in Naples)
- 1960:  Café Europa (G. I. Blues)
- 1960: Aschenblödel (Cinderfella)
- 1961: Planskizze Boston Bank (Blueprint for Robbery)
- 1961: Alles in einer Nacht (All in a Night's Work)
- 1961: Der Besessene (One-Eyed Jacks)
- 1961: General Pfeifendeckel (On the Double)
- 1961: Ich bin noch zu haben (The Ladies Man)
- 1961: In angenehmer Gesellschaft (The Pleasure of His Company)
- 1961: Blond, süß und sehr naiv (Love in a Goldfish Bawl)
- 1961: Die Menschenfalle (Man-Trap)
- 1961: Frühstück bei Tiffany (Breakfast at Tiffany's)
- 1961: Sommer und Rauch (Summer and Smoke)
- 1961: Blaues Hawaii (Blue Hawaii)
- 1961: Der Bürotrottel (The Errand Boy)
- 1961: Die unteren Zehntausend (Pocketful of Miracles)
- 1961: Outlaws (Fernsehserie, 5 Folgen)
- 1962: Meine Geisha (My Geisha)
- 1962: Der Mann, der Liberty Valance erschoss (The Man Who Shot Liberty Valance)
- 1962: Verrat auf Befehl (The Counterfeit Traitor)
- 1962: Flucht aus Zahrain (Escape from Zahrain)
- 1962: Hatari!
- 1962: Es begann in Rom (The Pigeon That Took Rome)
- 1962: Die ins Gras beißen (Hell Is for Heroes)
- 1962: Girls! Girls! Girls!
- 1962: Immer nur deinetwegen (Who's Got the Action?)
- 1962: Das Mädchen Tamiko (A Girl Named Tamiko)
- 1963: Der Wildeste unter Tausend (Hud)
- 1963: Der verrückte Professor (The Nutty Professor)
- 1963: Wenn mein Schlafzimmer sprechen könnte (Come Blow Your Horn)
- 1963: Die Hafenkneipe von Tahiti (Donovan's Reef)
- 1963: Ach Liebling … nicht hier! (Wives and Lovers)
- 1963: Eine neue Art von Liebe (A New Kind of Love)
- 1963: MacLintock (McLintock!)
- 1963: Acapulco (Fun in Acapulco)
- 1963: Der Ladenhüter (Who's Minding the Store?)
- 1963: Verliebt in einen Fremden (Love with the Proper Stranger)
- 1963: Wer hat in meinem Bett geschlafen? (Who's Been Sleeping in My Bed?)
- 1964: Das Gesetz der Gesetzlosen (Law of the Lawless)
- 1964: Der Würger von Boston (The Strangler)
- 1964: Die Unersättlichen (The Carpetbaggers)
- 1964: Strandparty bei Mondschein (For Those Who Think Young)
- 1964: Lady in a Cage
- 1964: Die Heulboje (The Patsy)
- 1964: Postkutsche nach Thunder Rock (Stage to Thunder Rock)
- 1964: Madame P. und ihre Mädchen (A House Is Not a Home)
- 1964: Revolverhelden von Fall River (Young Fury)
- 1964: Wohin die Liebe führt (Where Love Has Gone)
- 1964: König der heißen Rhythmen (Roustabout)
- 1964: Der Tölpel vom Dienst (The Disorderly Orderly)
- 1964: Sylvia
- 1965: Schwarze Sporen (Black Spurs)
- 1965: Die vier Söhne der Katie Elder (The Sons of Katie Elder)
- 1965: Cowboy-Melodie (Tickle Me)
- 1965: Das Familienjuwel (The Family Jewels)
- 1965: Revolver diskutieren nicht (Town Tamer)
- 1965: Rote Linie 7000 (Red Line 7000)
- 1965: Boeing-Boeing
- 1965: Die Apachen (Apache Uprising)
- 1965: Geächtet (Fernsehserie, 9 Folgen)
- 1966: Südsee-Paradies (Paradise, Hawaiian Style)